# Unisport-Auto Kiszyniów
Unisport-Auto Kiszyniów (rum. Fotbal Club Unisport-Auto Chișinău) – mołdawski klub piłkarski z siedzibą w Kiszyniowie, stolicy Mołdawii.

## Historia
Chronologia nazw:
- 1991—1994: Amocom Kiszyniów (ros. «Амоком» Кишинёв)
- 1994—1996: Sportul Studențesc Kiszyniów
- 1996—1999: Unisport Kiszyniów
- 1999—2001: Nistru-Unisport Otaci
- 2001—2002: Unisport Kiszyniów
- 2002—2005: Unisport-Auto Kiszyniów

Drużyna piłkarska Amocom Kiszyniów została założona w mieście Kiszyniów w 1991.
Po uzyskaniu niepodległości Mołdawii w 1992 debiutował w Wyższej Ligi Mołdawii. W 1994 zmienił nazwę na Sportul Studențesc Kiszyniów. W 1996 odbyła się fuzja z klubami Universul Truseni i Bucuria Kiszyniów. Nowo powstały klub przyjął nazwę Unisport Kiszyniów. Po zakończeniu sezonu 1998/99 zajął przedostatnie 9 miejsce w Divizia Națională, ale w barażach utrzymał się w lidze. Potem połączył się z klubem Nistru Otaci i z nową nazwą Nistru-Unisport Otaci startował w sezonie 1999/2000 w Divizia Națională. Po zakończeniu sezonu klub postanowił anulować fuzję i był zmuszony nowy sezon rozpocząć w Divizia A. W 2002 zmienił nazwę na Unisport-Auto Kiszyniów, a w 2003 zdobył ponownie awans do Divizia Națională. W sezonie 2004/05 zajął przedostatnie 7 miejsce, ale w barażach nie utrzymał się przed spadkiem. Przed startem nowego sezonu został rozwiązany.

## Sukcesy
- 5 miejsce w Divizia Națională: 1992, 1992/93
- 3 miejsce w Divizia A: 2002/03
- Ćwierćfinał  Pucharu Mołdawii: 2003/04